# Poço Verde
Poço Verde is een gemeente in de Braziliaanse deelstaat Sergipe. De gemeente telt 21.882 inwoners (schatting 2009).

## Aangrenzende gemeenten
De gemeente grenst aan Simão Dias, Tobias Barreto, Paripiranga (BA), Adustina (BA), Fátima (BA), Heliópolis (BA) en Ribeira do Amparo (BA).